# Landet Narnia
Landet Narnia, även Narnia: Häxan och lejonet (originaltitel: The Lion, the Witch and the Wardrobe), är en brittisk-amerikansk tecknad TV-film från 1979 baserad på C.S. Lewis berömda barnbok Häxan och lejonet. Filmen regisserades av Bill Melendez.
Filmen belönades med en Emmy Award för bästa animerade produktion, och nominerades till ytterligare en. Filmen visades vid flera tillfällen under 1980-talet i Sveriges television. Då filmen gavs ut på DVD med ny svensk dubbning år 2005 fick den titeln Narnia: Häxan och lejonet. Det är dock samma film.

## Engelska röster

### Brittisk version
- Stephen Thorne – Aslan (The Lion)
- Sheila Hancock – Jadis (The White Witch)
- Lisa Moss – Lucy
- Nicholas Barnes – Edmund
- Stephen Garlick – Peter
- Shelley Crowhurst – Susan
- Leslie Phillips – Mr. Tumnus
- Leo McKern – Professor
- Arthur Lowe – Mr. Beaver
- June Whitfield – Mrs. Beaver

### Amerikansk version
- Stephen Thorne – Aslan (The Lion)
- Beth Porter – Jadis (The White Witch)
- Rachel Warren – Lucy
- Simon Adams – Edmund
- Reg Williams – Peter
- Susan Sokol – Susan
- Victor Spinetti – Mr. Tumnus
- Dick Vosburgh – Professor
- Don Parker – Mr. Beaver
- Liz Proud – Mrs. Beaver

## Svenska röster
- Åke Lindström – Aslan (Lejonet)
- Iwa Boman – Jadis (Den Vita Häxan)
- Jan Bergquist – Herr Tumnus, kentaur m.fl.
- Hans Lindgren – Varg, Herr Bäver m.fl.
- Pär Nuder – Peter
- Bo Samuelson
- Inga Sarri
- Lo Hollander
- Judit Nestler
- Zoltán Nestler

## Handling
Filmen handlar om de fyra barnen Lucy, Edmund, Susan och Peter som får tillbringa en regnig sommar i ett stort hus ute på den brittiska landsbygden. Det är mitt under det andra världskriget och tyskarna bombar London. Därför skickas barnen till ett ödsligt beläget hus där en gammal professor bor.
En dag hittar minstingen Lucy en port till en förtrollad värld – Narnia. När hon återvänder till vår värld, berättar hon för sina syskon vad hon har varit med om. Hon berättar om faunen Tumnus, om Narnia där det alltid är vinter, men aldrig julafton, och om den onda vita häxan som håller landet i ett skräckvälde. De andra tror henne inte, eftersom de inte kan se något av den främmande världen.
Det går några dagar och det regnar fortfarande. Barnen leker åter kurragömma i det enorma huset, och Lucy bestämmer sig för att på nytt bege sig till Narnia. Hon går in i ett klädskåp i ett tomt rum och försvinner. Sedan på kvällen blir hon efterföljd av den elake retstickan Edmund, vilken smyger efter Lucy i syfte att skrämma henne. Han blir dock förvånad då han sliter upp klädskåpsdörrarna och upptäcker att det är ett enormt klädskåp han har framför sig. Plötsligt ser han att det finns snö på golvet. Han befinner sig i Narnia.
Efter ett intressant och skrämmande möte med den elaka vita häxan, träffar han Lucy som berättar att hon har träffat den snälle faunen Tumnus igen. De beger sig tillbaka och kommer överens om att berätta att Narnia verkligen finns. Edmund väljer dock att göra bort Lucy inför de äldre syskonen och ljuger därför ("Vi låtsades bara att det hon sa var sant. Bara på skoj förstås").
Efter ett samtal med professorn, beslutar sig barnen för att besöka klädskåpet igen… och sedan börjar äventyret i Narnia.